# Świnka dalmatyńska
Świnka dalmatyńska (Chondrostoma knerii) – gatunek słodkowodnej ryby karpiokształtnej z rodziny karpiowatych.

## Występowanie
Świnka dalmatyńska występuje jedynie w dorzeczu Neretwy w środkowej Dalmacji, na obszarze Chorwacji oraz Bośni i Hercegowiny. W niewielkim zasięgu swojego występowania, ograniczonego do 45°N–42°N, 15°E–18°E, jest jednak rybą pospolicie spotykaną.
Bytuje w środowisku słodkowodnym, w czystych, dobrze natlenionych rzekach i mniejszych ciekach z bystrym nurtem (kraina brzany wg klasyfikacji Lauterborna), także w jeziorach, w miejscach płytkich o kamienistym dnie.

## Morfologia
Ma silnie wydłużone ciało, lekko spłaszczone bocznie. Osiąga do 29,4 cm długości całkowitej (TL) (przeciętnie 15–18 cm). Głowa jest zakończona tępym i krótkim pyskiem, z dolnym, wygiętym w półokrąg otworem gębowym i z wąską wargą dolną, pokrytą cienką, zrogowaciałą tkanką. Występują zęby gardłowe (co jest cechą charakterystyczną dla całego rzędu karpiokształtnych), ułożone w jednym szeregu, w układzie 6–6; od 19 do 24 wyrostków filtracyjnych. Ciało pokryte średniej wielkości łuskami; 50–59 łusek wzdłuż linii bocznej. Płetwa grzbietowa rozpostarta na 11 promieniach, płetwa odbytowa na 12; płetwa ogonowa rozwidlona.
Grzbiet jest ciemny, od szarozielonego do czarniawego. Boki są znacznie jaśniejsze, srebrzyste, fioletowo połyskujące. Strona brzuszna koloru od białego do lekko czerwonawego. Ponad linią boczną, od wieczka pokrywy skrzelowej do nasady ogona, ciągnie się wyraźna, ciemna smuga, szczególnie widoczna w czasie tarła. Płetwy grzbietowa i ogonowa, podobnie jak grzbiet, ciemne – ciemnoszare do zielonkawych. Pozostałe płetwy koloru żółtawego do jasnopomarańczowego.

## Tryb życia
Lubi towarzystwo innych ryb. Trze się w okresie od marca do maja. Samica składa pomiędzy kamieniami ikrę, która dzięki swoim kleistym właściwościom zaczepia się o nie. Pozostaje tam przez 7–10 dni, do momentu wyklucia. Młode żywią się głównie bezkręgowcami i glonami, które zdzierają z kamieni swoją zrogowaciałą wargą dolną.

## Ochrona i zagrożenia
Od 2006 Międzynarodowa Unia Ochrony Przyrody (IUCN) uznaje świnkę dalmatyńską za gatunek narażony na wyginięcie (VU). Choć wpis do czerwonej księgi IUCN nastąpił już w 1996, do 2006 nie było dostatecznych danych pozwalających określić stopień zagrożenia gatunku i figurował on w kategorii DD (data deficient). Trend populacji jest stabilny. C. knerii wymieniona jest także w załączniku III do tzw. „konwecji berneńskiej”. Wśród czynników mających negatywny wpływ na liczebność tej ryby wymienia się tamy i zapory, zanieczyszczenie i intensywny pobór wody, a także presję ze strony innych gatunków, np. świnki pospolitej (Chondrostoma nasus).

## Taksonomia
Gatunek po raz pierwszy naukowo opisał austriacki zoolog Johann Jakob Heckel w 1843. Nazwa rodzajowa Chondrostoma pochodzi od połączenia greckich słów „chondros” (χόνδρος) – oznaczającego chrząstki – i „stoma” (στόμα) – usta. Odnosi się do charakterystycznego zrogowacenia dolnej wargi u tych ryb.